# Sébastien Érard
Sébastien Érard (ur. 5 kwietnia 1752 w Strasburgu, zm. 5 sierpnia 1831 w Passy) – francuski (alzacki) budowniczy instrumentów.

## Życiorys
Był synem stolarza, jego rodzina nosiła pierwotnie nazwisko Erhard. Odbył praktykę zawodową w zakładzie ojca i uczęszczał do szkoły technicznej. W 1768 roku przeniósł się do Paryża, gdzie podjął pracę w zakładzie produkującym klawesyny. W 1776 roku zdobył sobie rozgłos skonstruowaniem klawesynu z ulepszonym mechanizmem (tzw. clavecin mécanique). Dzięki wsparciu księżnej de Villeroy założył własny zakład, w którym w 1777 roku skonstruował swój pierwszy fortepian stołowy. Od 1780 roku prowadził wspólnie z bratem Jeanem-Baptiste’em zakład, w którym zbudował dla królowej Marii Antoniny piano organisé, połączenie fortepianu z małym pozytywem o dwóch manuałach. W 1783 roku zastosował pedał do tłumików i pedał przesuwający klawiaturę. W latach 1786–1796 przebywał w Londynie, gdzie założył filię firmy i w 1792 roku uzyskał patent na ulepszanie harf i fortepianów. Po powrocie do Paryża w 1796 roku zbudował swój pierwszy duży fortepian. Wprowadził szereg udoskonaleń w budowie fortepianu, m.in. agrafy, konstrukcję metalowej ramy oraz mechanizm repetycyjny z podwójnym wymykiem. Udoskonalił też harfę pedałową, dodając pedał umożliwiający podwójne przestrajanie strun. Ostatnim jego dziełem były wykonane dla kaplicy pałacu Tuileries 3-manuałowe organy z pedałem i żaluzją oraz fisharmonia (orgue expressif).
W 1827 roku w uznaniu zasług otrzymał order kawalera Legii Honorowej.